# Амчитка
Амчитка (/æmˈtʃɪtkə/; Aleut: Amchixtax̂; Russian: Амчитка) — незаселений вулканічний острів у складі групи Щурячих островів, які належать до Алеутських островів, розташованих на південному заході Аляски. Острів став місцем випробовування ядерної зброї США: протягом 1965—1971 років на Амчитці було проведено 3 підземних вибухи, наслідками яких є радіоактивне забруднення океану, яке триває досі. Протести довкола ядерних випробувань на Амчитці стали поштовхом до створення міжнародного екологічного руху Грінпіс.
Зараз острів є частина національного морського заповідника дикої природи Аляски. Площа острова становить приблизно  300 км2, має довжину близько 68 км і ширину від 1,6 до 6,4 км. У регіоні морський клімат, з великою кількістю штормів і переважно похмурим небом.
Острів Амчітка був заселений алеутами понад 2500 років, але з 1832 року не має постійного населення. Острів став частиною Сполучених Штатів після купівлі Аляски в 1867 році. Під час Другої світової війни він використовувався як аеродром Війська США в кампанії на Алеутських островах.
Комісія з атомної енергії США обрала Амчітку місцем для підземних випробувань ядерної зброї. Було проведено три таких випробування: Long Shot, вибух потужністю 80 кілотонн (330 ТДж) у 1965 році; Мілоу, вибух потужністю 1 мегатонна (4,2 ПДж) у 1969 році; і Каннікін у 1971 році – на 5 Мт (21 ПДж), найбільше підземне випробування, яке коли-небудь проводилося Сполученими Штатами. Випробування були дуже суперечливими, а екологічні групи побоювалися, що вибух на Каннікіні, зокрема, спричинить сильні землетруси та цунамі. Амчітка більше не використовується для ядерних випробувань. Його все ще контролюють на предмет витоку радіоактивних матеріалів.

## Географія
Амчітка — найпівденніший із групи Щурячих островів у Алеутському ланцюзі.  Він обмежений Беринговим морем на півночі та сході та Тихим океаном на півдні та заході. Східна частина острова являє собою низинне плато з ізольованими ставками і пологими пагорбами.  Тут низька, але рясна рослинність,  яка складається з мохів, лишайників, печеночників, папоротей, трав, осоки та буркуну. Центр острова гористий, а західний край безплідний, а рослинність рідкісна. Амчітка має морський клімат, часто туманний і продувається вітром. Хмари вкривають острів 98%  з хмарним покривом 98 відсотків часу.  У той час як температура поміркована океаном, часті шторми. Геологічно острів є вулканічним, будучи частиною невеликого блоку земної кори на Алеутській дузі, який розривається косою субдукцією. Це «одне з найменш стабільних тектонічних середовищ у Сполучених Штатах».